# Галерија „Звоно”
Галерија „Звоно” је установа културе која се налази у улици Вишњићева 5, у Београду.

## Историја
Галерија „Звоно” је основана 1993. године са наменом да помогне младим уметницима који завршавају ликовну академију и налазе се на почетку каријере. Циљ галерије је био да окупи и негује младе таленте и да им помогне да начине прве кораке у свету уметности. Данас представља једину приватну галерију у Србији која је првенствено посвећена младима. У галерији „Звоно” су одржане изложбе Октобарског салона, Бијенала младих у Вршцу, Ноћи музеја и других. Године 2005. су представили своје ауторе на сајму уметности Viennafair у Бечу и тако званично постали прва приватна галерија из Србије која је изашла на европско уметничко тржиште. Учествовали су на бројним сајмовима уметности међу којима су Viennafair, Art Fair 21, Art Moscow, Kunstart и други.